# Sztum
Sztumⓘ (em alemão: Stuhm) é uma cidade localizada no norte da Polônia. Pertence à voivodia da Pomerânia, no condado de Sztum. É a sede da comuna urbano-rural de Sztum. Situa-se às margens dos lagos: Zajezierski e Barlewicki (anteriormente formando um único lago, Białe), na estrada nacional n.º 55, entre Malbork e Kwidzyn.
Segundo os dados do Escritório Central de Estatística (GUS) de 31 de dezembro de 2024, Sztum tinha uma população de 8 985 habitantes e era a vigésima quinta cidade mais populosa da voivodia da Pomerânia.

## Localização
Sztum fica na Prússia histórica, na Pomezânia, na área da antiga Terra de Malbork e, etnograficamente, em Powiśle. Segundo a regionalização geográfica, Sztum pertence à parte ocidental do distrito do lago Iława.
A área da cidade é de 4,6 km².

## História

### Origem
A atual Sztum fica na antiga Terra de Aliem, que fazia parte da Pomezânia prussiana. Os Cavaleiros Teutônicos formaram sua própria unidade administrativa após derrotarem os prussianos. Os administradores de Sztum são mencionados em documentos de 1333. A partir da segunda metade do século XIV, eles residiam na ilha do lago Białe. O castelo de tijolos dos administradores foi provavelmente construído na década de 1470.

### Período teutônico
Em 23 de setembro de 1416, Michael Küchmeister, Grão-Mestre da Ordem Teutônica, concedeu direitos de cidade a Sztum. A cidade estava localizada nas imediações do castelo teutônico situado em uma ilha. Ela abrangia a área do pátio oeste, medindo 220 x 240 x 220 x 160 m, da qual 50 lotes de terra foram reservados para os burgueses. Ambroży Gerhard von Schönenberg tornou-se o colono e recebeu o cargo de prefeito. A cidade recebeu 55 parcelas de terra arável, 27 morgens para jardins, 10 parcelas de pasto e floresta, e o pároco da paróquia fundada recebeu 2 parcelas de terra e o dízimo das parcelas da cidade. Os primeiros burgueses se dedicavam à agricultura e à fabricação de cerveja — uma casa de malte já existia na época da fundação. O cronista do século XVI, Simon Grunau, escreveu que ela era chamada de “Reckenzagel”. Havia dois portões que davam acesso à cidade: Malborska, na linha noroeste das muralhas defensivas, precedida do lado de Malbork por uma ponte de madeira sobre o Lago Branco, e Kwidzyńska, na parte noroeste das fortificações da cidade. Ambas foram demolidas no século XIX.
Em 1440, a cidade aderiu à Confederação Prussiana, uma aliança contra os cavaleiros teutônicos, e, a pedido desta, em 1454, o rei Casimiro IV Jagelão anunciou a incorporação da região à Coroa do Reino da Polônia.Durante a Guerra dos Treze Anos, o exército polonês capturou a cidade e o castelo depois de um cerco de vários meses (8 de agosto de 1454), mas seis dias após a derrota do movimento perto de Chojnice, em 18 de setembro, a cidade foi transferida para os Cavaleiros Teutônicos. Após a perda do castelo de Malbork, que uma tropa mercenária não paga vendeu em 6 de junho de 1457 para a Coroa do Reino da Polônia, Sztum tornou-se uma importante base teutônica. Em 31 de outubro de 1461, tropas polonesas de perto de Malbork, lideradas por Piotr Dunin, um burgrave de Cracóvia, incendiaram a cidade, chegando às muralhas de barco.

### Sob o cetro da Polônia

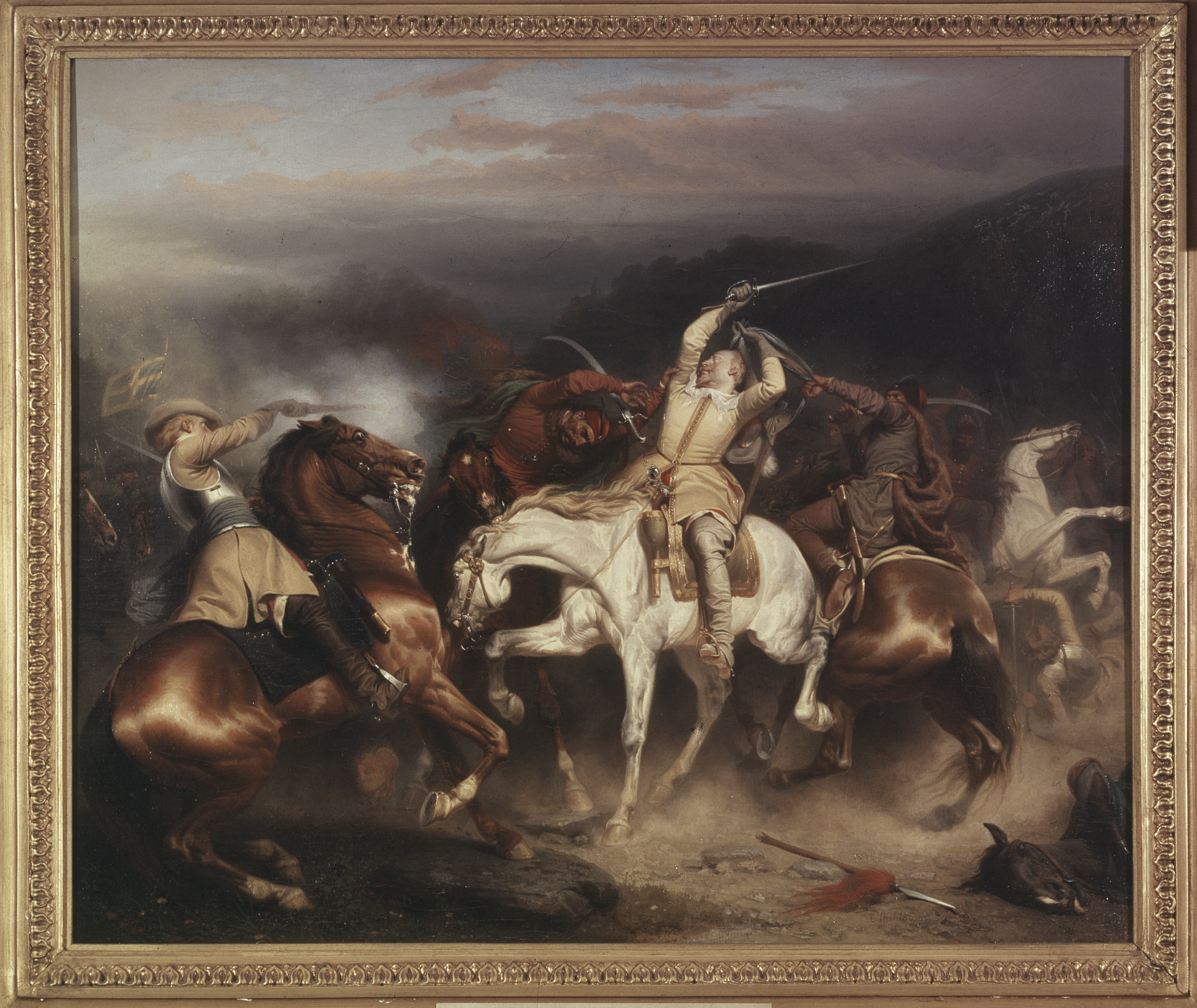
Gustavo II Adolfo em Sztum, 1853, da coleção do Museu Nacional de Belas-Artes da Suécia em Estocolmo

Em virtude da Segunda Paz de Toruń, Sztum tornou-se parte da Prússia Real como parte da voivodia de Malbork e ficou sob o domínio do rei polonês. A cidade era subordinada a um administrador, que tinha sua sede no castelo. Entre os detentores desse cargo, as famílias Bazynski e Cem tiveram um papel de destaque na política da Prússia Real.
Após a destruição causada pela guerra, o desenvolvimento da cidade começou. A evidência mais visível disso foi o início da construção de uma igreja de tijolos (c. 1478). Nesse período, havia também um hospital (asilo) com uma igreja do Espírito Santo localizada perto do Portão de Kwidzyn.
Sztum ganhou muita importância, tornando-se a sede dos tribunais de terras da nobreza para a voivodia de Malbork e, a partir do século XVI, também o local dos sejmiks da nobreza, que eram realizados na Igreja de Santa Ana. Os sejmiks às vezes eram turbulentos, por exemplo, em 1677, um dos participantes foi morto por balas perto do altar.
Um documento do starosta de Sztum de 1565 afirma que os mercados semanais em Sztum eram ruins e as duas feiras anuais não eram lucrativas. Outro fator que afetou negativamente o desenvolvimento da cidade foram as guerras entre a Polônia e a Suécia. Durante a Primeira Guerra (1626–1629), Sztum foi ocupada por tropas suecas. Sob o armistício de Altmark (atual Stary Targ), em 1629, a cidade foi dada ao Eleitor de Brandemburgo (até 1635). Entre 1655 e 1660, esteve novamente sob ocupação sueca. Após a guerra, a cidade tinha apenas cerca de 150 habitantes, enquanto que no século XVI tinha cerca de 500.
Em 1683, a prefeitura foi incendiada durante o grande incêndio e não foi reconstruída novamente.

### Estado prussiano-alemão

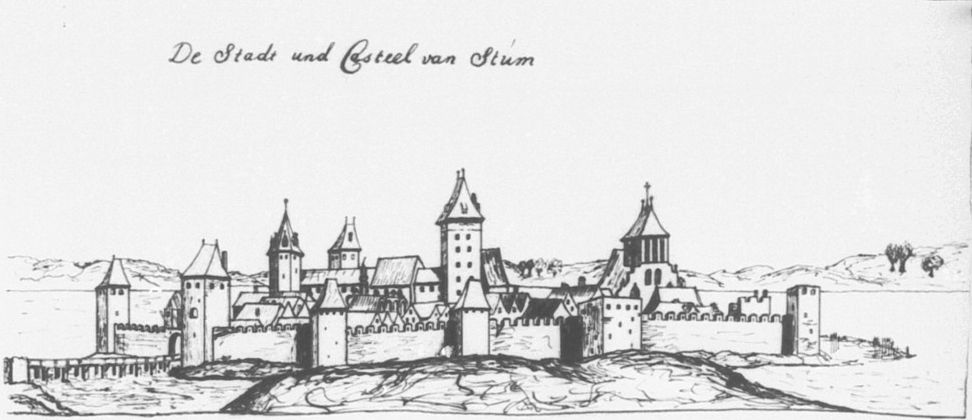
Gravura de uma obra de 1627 de Abraham Boot, mostrando a cidade e o castelo a partir do norte

A cidade pertenceu à Polônia por quase 300 anos e compartilhou seu destino. Em 1772, com uma população de 469 habitantes, como resultado da Primeira Partição da Polônia, ela passou a pertencer ao Reino da Prússia (dentro da Prússia Oriental).
O impulso para o desenvolvimento de Sztum foi a decisão de mudar a sede do condado de Dzierzgoń para cá (1815, a partir de 1818 com o nome de Condado de Stuhm). A partir de 1815, a cidade estava localizada na regência de Kwidzyn. A cidade tinha uma população de menos de 900 habitantes na década de 1820.
Em meados de outubro de 1831, oficiais do exército polonês que lutavam na Revolta de Novembro foram internados na cidade. Até fevereiro do ano seguinte, um hospital de campanha funcionou no local, com médicos militares poloneses. Pelo menos uma dúzia de soldados comuns decidiu ficar próximo de Sztum.
Em 1836, foi concluída a construção da sede do Escritório Distrital, que até então ocupava salas no castelo. Quatro anos depois, os restos do Portão de Malbork foram demolidos, e a ponte de madeira sobre o fosso seco foi substituída por uma ponte com aterro. Em 1847, o jornal semanal do condado, o chamado Kreisblatt, começou a ser impresso na gráfica de Werner, que havia sido inaugurada alguns anos antes. Foi também aqui que, em 1846, foi publicada a impressão polonesa de Zbiór pieśni nabożnych dla wygodody pobożnych katolików do nabożnych i domowego / Uma Coleção de Canções Devocionais para a Conveniência de Católicos Devotos para a Igreja e Devoções Domésticas, compilada pelo professor Michał Kryn.

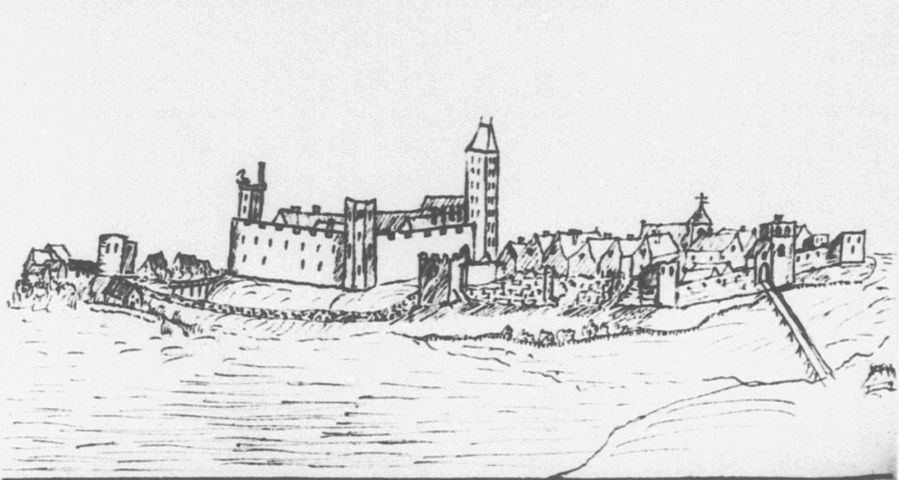
Vista da cidade e do castelo, desenho de 1749

Grandes investimentos — pavimentação de ruas (início da década de 1850), prédio do tribunal com prisão (1864), escola municipal (1866), sinagoga (consagração em 1864), hospital (1884), matadouro municipal (1892), prédio dos correios (1896). Em 1883, a cidade recebeu uma conexão ferroviária para Toruń e Malbork. No final do século XIX, Sztum tinha uma população de mais de 2 300 habitantes.
No início do século XX, houve dois grandes incêndios em prédios residenciais na praça principal (1903, 1905). Em 1910, foi fundado o Banco do Povo Polonês, tendo como presidente Witold Donimirski, um proprietário de terras de Czernin. No ano seguinte, foi iniciada a construção de uma prisão central para a Prússia Oriental e Ocidental para 400 detentos, concluída em 1915. Poucos meses antes da eclosão da Primeira Guerra Mundial, Sztum recebeu uma unidade militar: o 3.º Batalhão do 152.º Regimento de Infantaria Real da Prússia. Nos três anos seguintes, foi construído um grande complexo de quartéis.

### República de Weimar e Terceiro Reich
A reconquista da independência da Polônia (a criação da Segunda República) resultou na ativação da comunidade polonesa local. Em dezembro de 1918, um Conselho Distrital do Povo Polonês foi formado em Sztum, com Stanisław Donimirski como presidente, e os delegados eleitos em Sztum viajaram para Poznań para o Sejm do Distrito Polonês.
Um concerto patriótico de Feliks Nowowiejski (9 de maio) foi realizado em Sztum antes do plebiscito para decidir a nacionalidade de Powiśle (11 de julho de 1920), e os escritores Stefan Żeromski, Jan Kasprowicz e Władysław Kozicki participaram da campanha de propaganda polonesa. Em Sztum, 26,3% dos eleitores votaram a favor da Polônia. No condado de Sztum, 19,07% e esse foi o resultado mais favorável para a Polônia na Vármia, na Mazúria e em Powiśle.
No período entre guerras, Sztum continuou sendo um forte centro de poloneses. Foi a sede do Distrito da União dos Poloneses na Alemanha, da Sociedade Escolar Católico-Polonesa em Powiśle e da Sociedade Juvenil Católico-Polonesa. De 1920 a 1939, fez parte da Regência da Prússia Ocidental. As autoridades nazistas colocaram sua “forja de pessoal” de elite aqui em 1934 — Institutos Nacionais de Educação Política (o chamado Napola). Eles também restringiram as atividades das organizações polonesas. Após o deslocamento, no final de abril de 1939, das propriedades e fazendas dos ativistas mais ativos próximo de Sztum, as prisões começaram na véspera da eclosão da guerra. Em 1939, Sztum encontrava-se na Regência de Kwidzyn e no Distrito do Reich de Gdańsk-Prússia Ocidental. Muitos ativistas da área de Sztum foram assassinados em campos de concentração. Sztum e os arredores ficaram fora da zona de guerra direta até janeiro de 1945. Em 20 de janeiro, o prefeito de Sztum ordenou a evacuação dos habitantes.

### Após 1945
Em 25 de janeiro de 1945, as tropas do 2.º Exército de Assalto da Segunda Frente Bielorrussa entraram na cidade indefesa e despovoada. Grande parte dos edifícios da cidade já havia sido incendiada após a ocupação.
Em 20 de abril de 1945, com a chegada a Sztum do plenipotenciário regional do Governo Provisório da República da Polônia, Romuald Marmurowicz, iniciou-se a organização da administração polonesa e a tomada do poder na área das autoridades militares soviéticas, finalizada em 3 de junho. Destruída em 30%, a cidade foi privada de eletricidade e água, sem conexão ferroviária (o Exército Vermelho retirado os trilhos) com Kwidzyn ou Malbork. Em maio de 1945, a cidade, com uma população de 7372 habitantes em 1939, tinha 676 poloneses e 901 alemães.
O primeiro prefeito foi Franciszek Wojciechowski, um ativista do movimento polonês em Powiśle antes da guerra. Em novembro, foi criado o Conselho Municipal.
Após sua afiliação administrativa inicial ao distrito da Mazúria, Sztum passou a pertencer à voivodia de Gdańsk [14] e também foi a sede do condado. De 1975 a 1998, pertenceu à voivodia de Elbląg. Em 1999, tornou-se parte da voivodia da Pomerânia e do condado de Malbork, do qual o atual condado de Sztum foi separado em 2002.

## Monumentos históricos
- O monumento mais atraente de Sztum é o castelo teutônico do século XIV, a sede do conselheiro teutônico e a residência de verão do Grão-Mestre da Ordem Teutônica. O que resta do traçado original é a ala sul, a torre de entrada e a torre da prisão, com as muralhas defensivas. Os edifícios restantes na colina do castelo datam do século XIX. Na época em que pertencia à coroa polonesa (1468–1772), o castelo era a sede dos starostas poloneses. Atualmente, ele é a sede de uma filial do Museu do Castelo em Malbork.
- Igreja paroquial de Santa Ana — construída após a Guerra dos Treze Anos e reconstruída (ampliada) na virada de 1900 para 1901. Uma lápide do starosta Achace Czema foi colocada na parede norte, que ficava no chão do templo. O interior foi mantido em estilo neogótico com elementos de decoração barroca. Ao lado da igreja há um cemitério paroquial com lápides preservadas do século XIX.[12]
- Igreja pós-evangélica de 1818, construída no local da antiga prefeitura, na parte central da praça principal. Atualmente, abriga uma câmara regional.
- Grande parte das muralhas ocidentais restauradas da cidade (116 m), incluindo o fosso.
- Torre de água de 1911 próxima ao cemitério datada do início do século XVIII, que serviu como cemitério da cidade até o final da década de 1940, conforme comemorado por duas placas nas seções católica e protestante da necrópole.
- Prisão de 1915 com um conjunto habitacional para os funcionários.[13]

Castelo teutônico
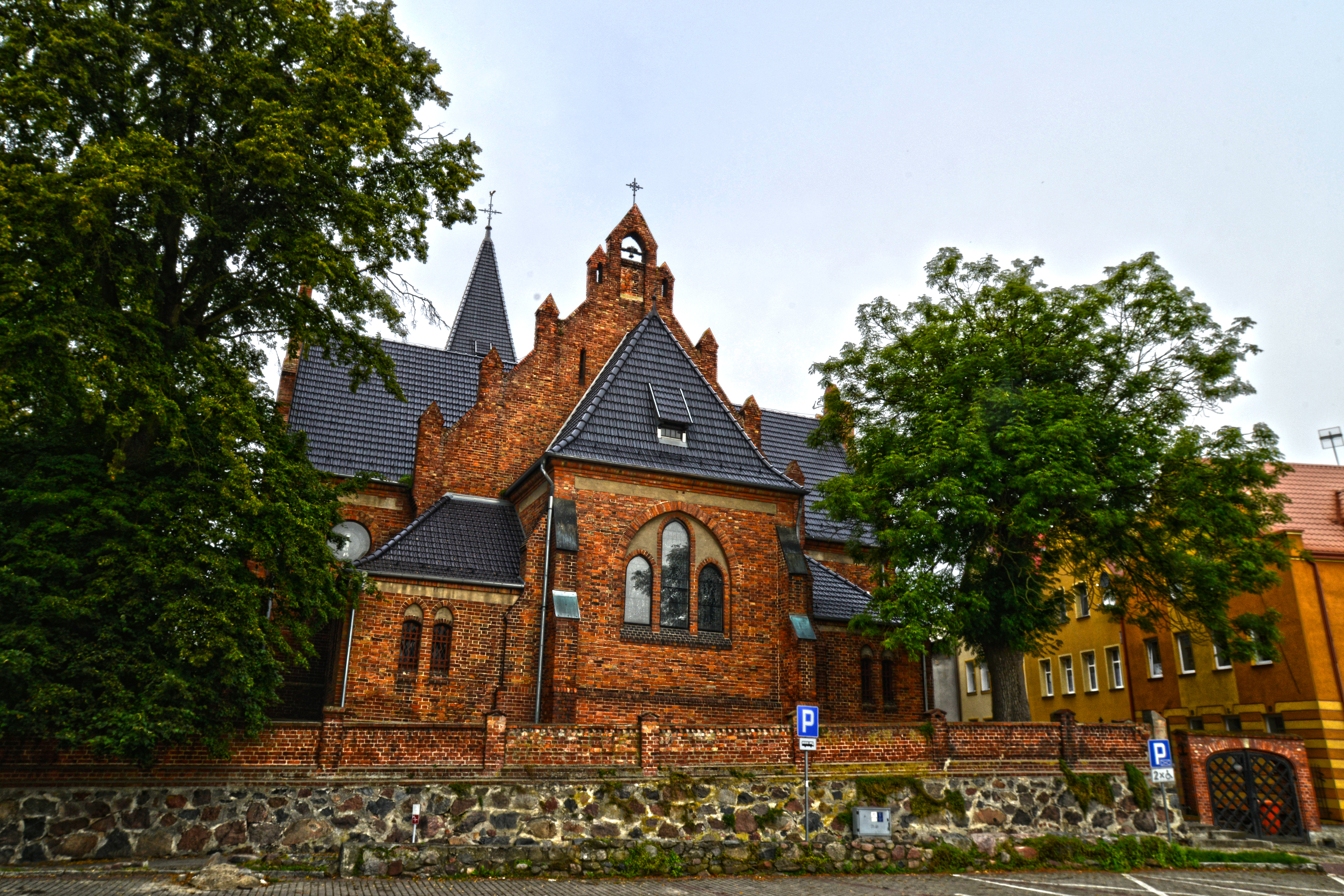
Igreja de Santa Ana
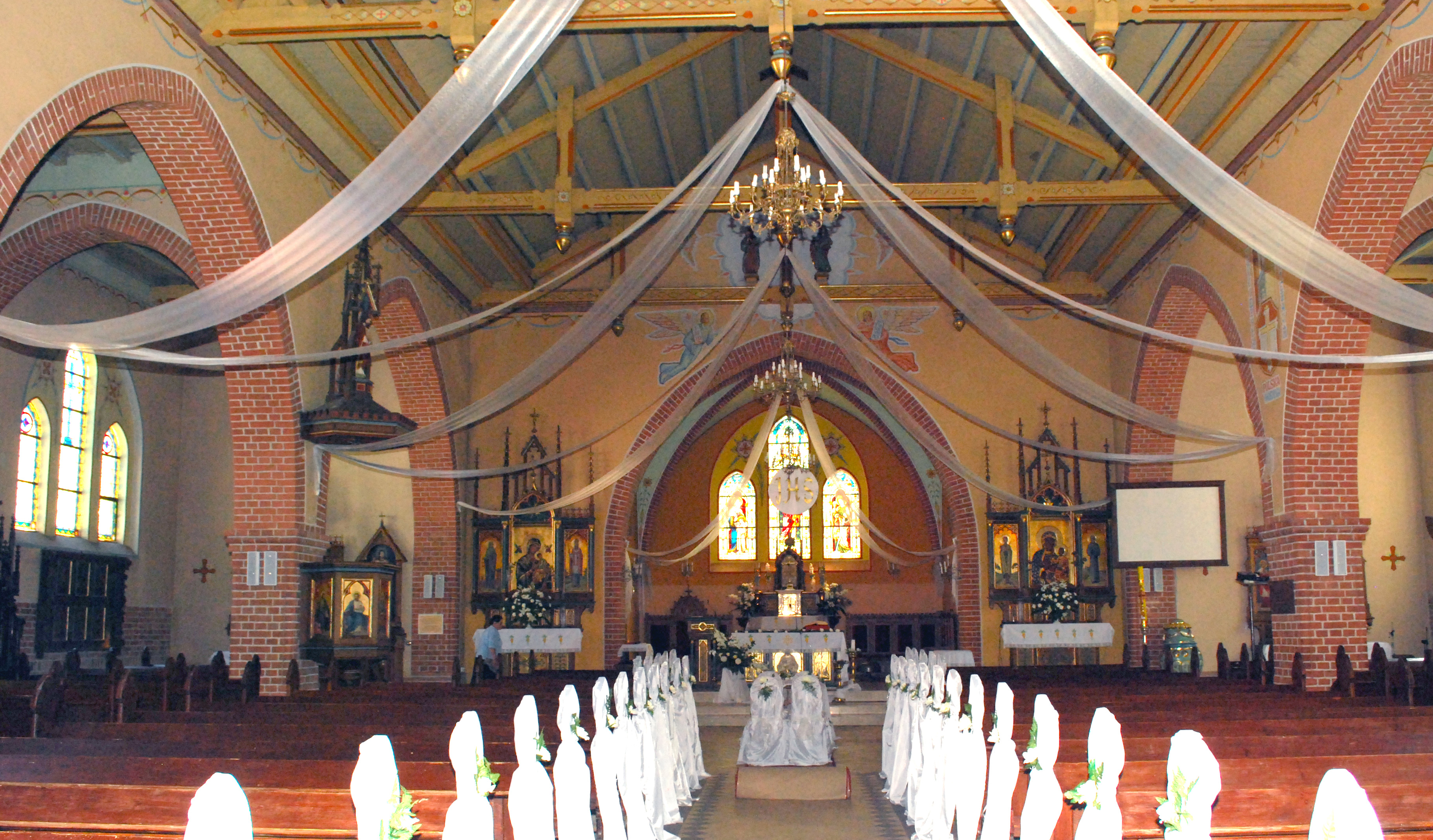
Interior da igreja de Santa Ana
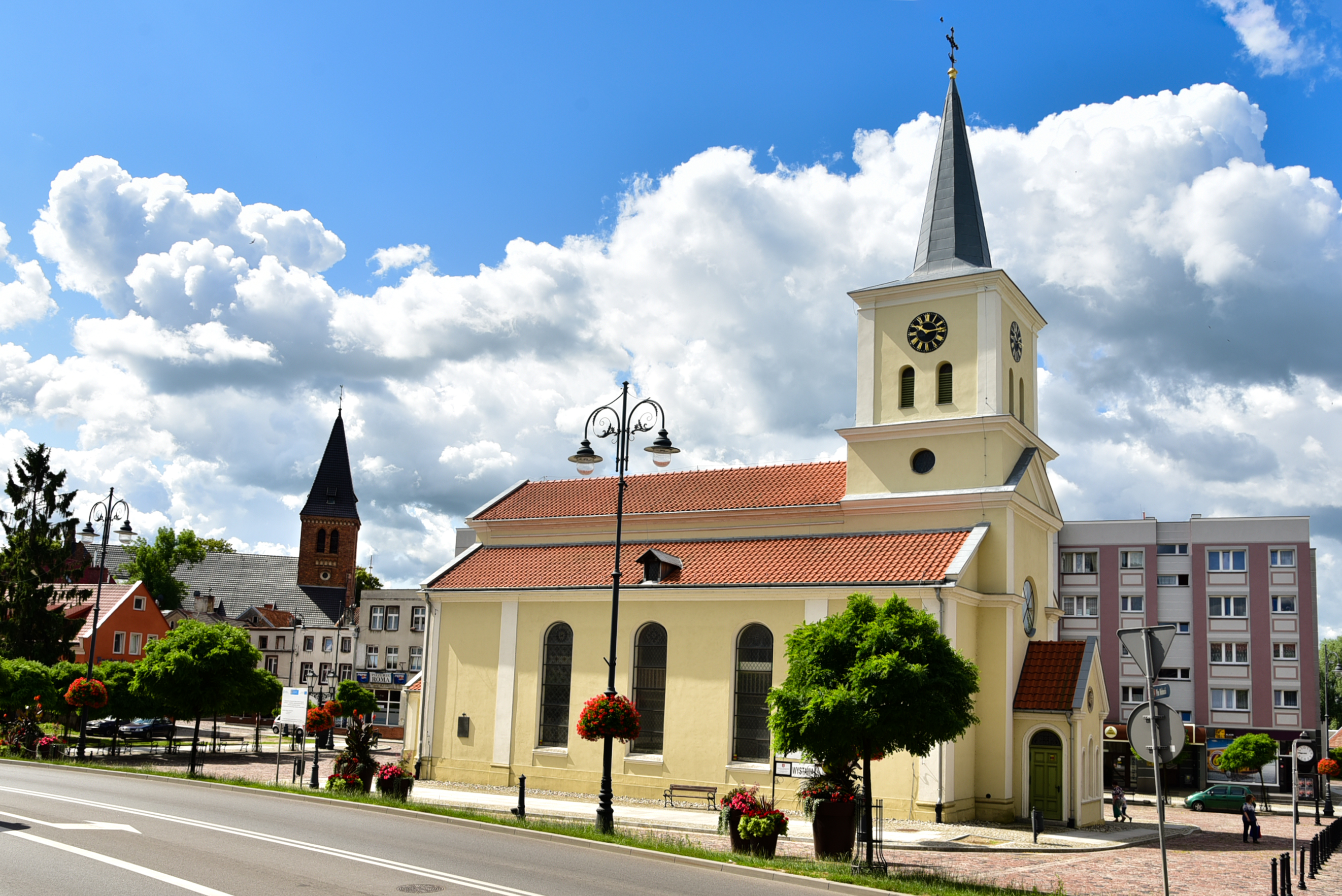
Igreja pós-evangélica
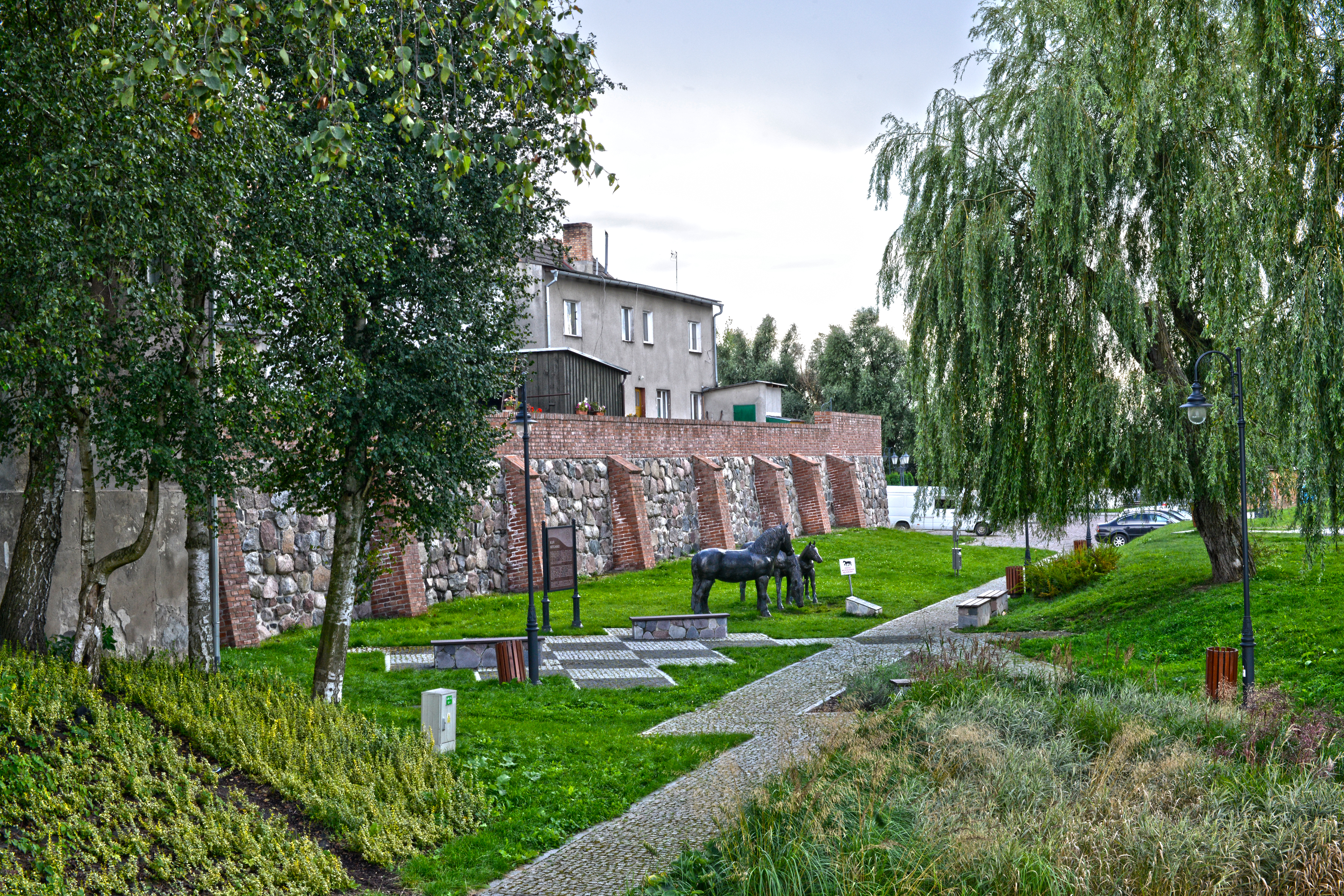
Parte das muralhas ocidentais restauradas
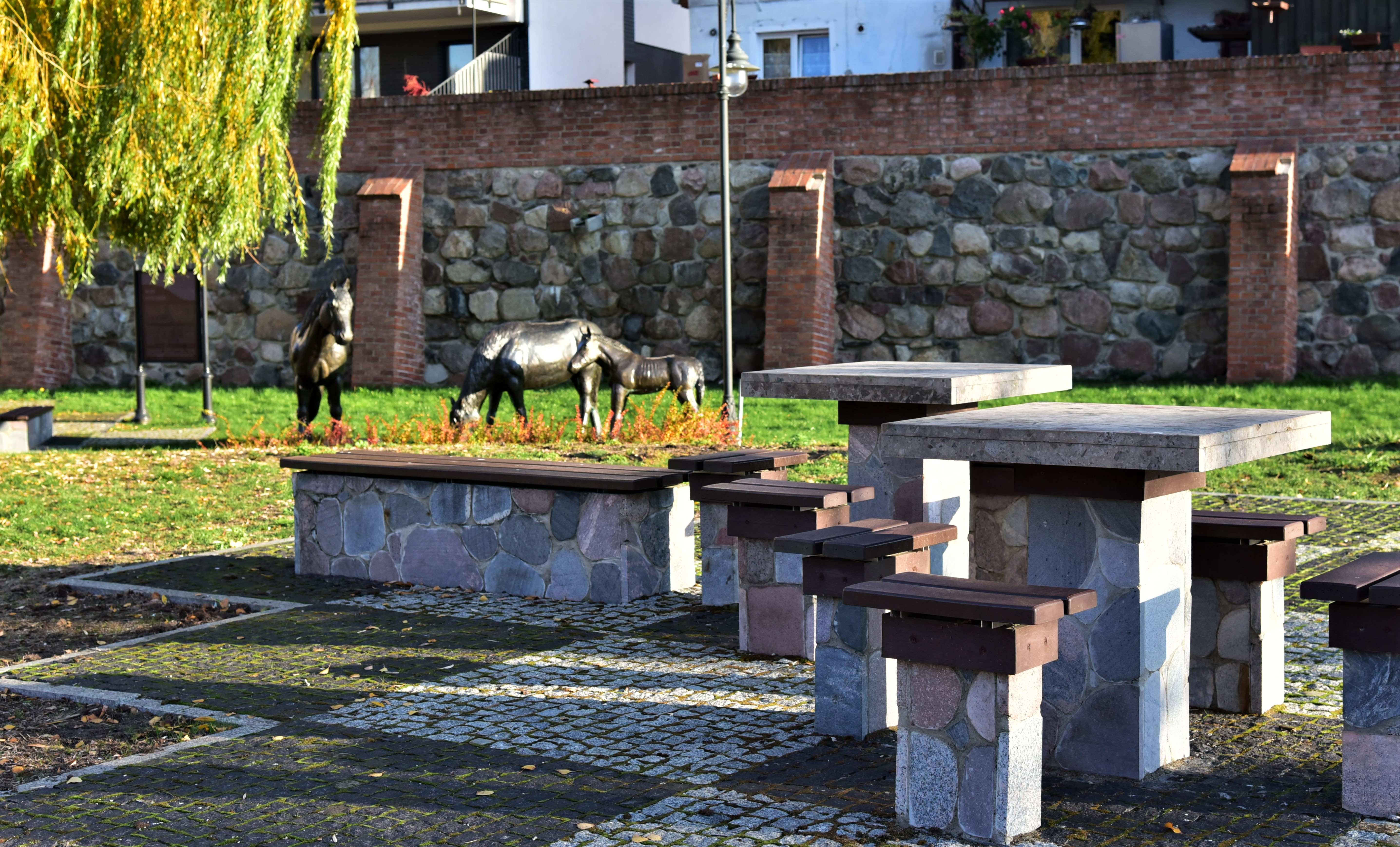
Muralhas ocidentais
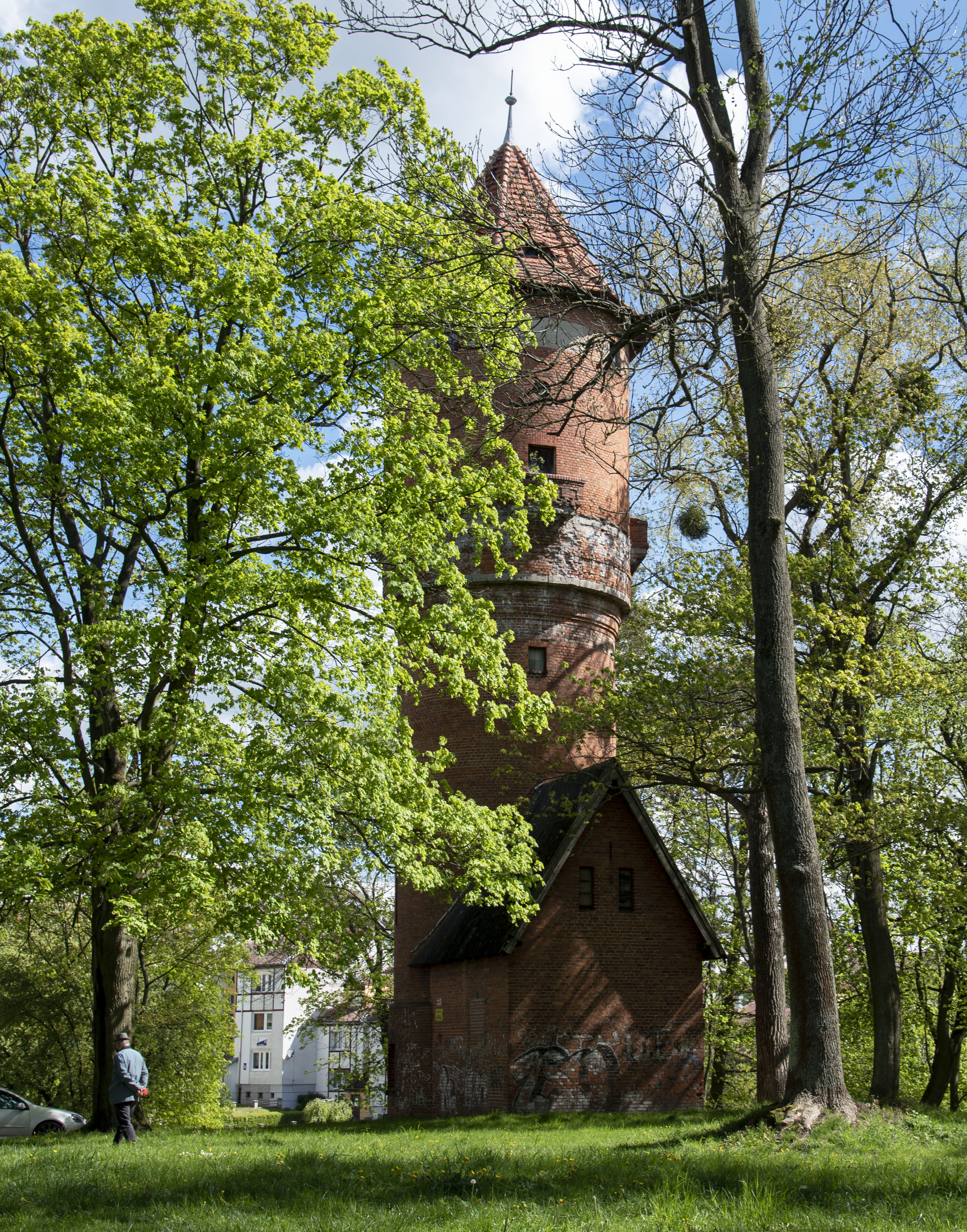
Torre de água
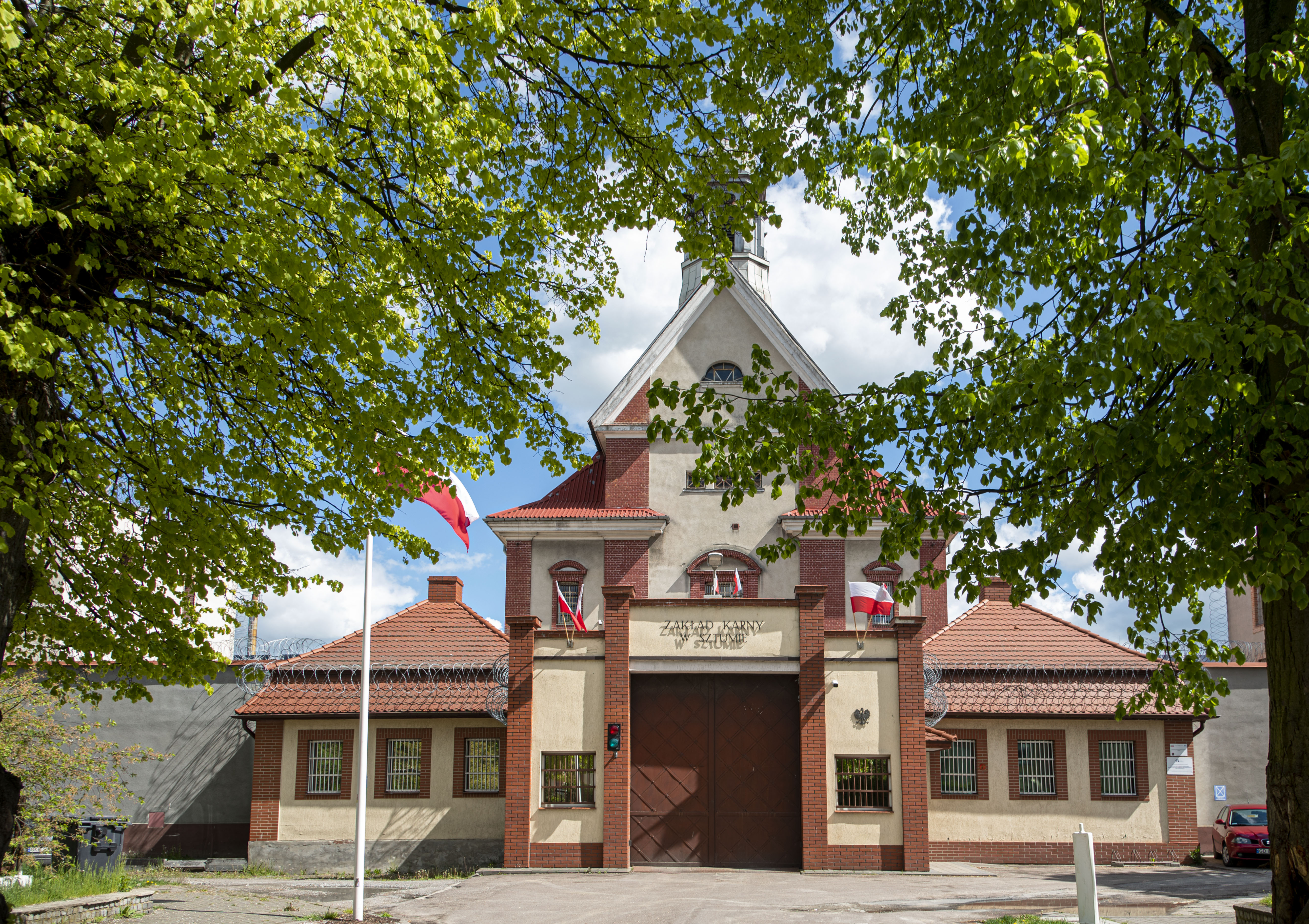
Prisão

## Demografia
Conforme os dados do Escritório Central de Estatística da Polônia (GUS) de 31 de dezembro de 2024, Sztum é uma cidade pequena com uma população de 8 985 habitantes (25.º lugar na voivodia da Pomerânia e 421.º na Polônia), tem uma área de 4,6 km² (39.º lugar na voivodia da Pomerânia e 893.º lugar na Polônia) e uma densidade populacional de 1 958 hab./km² (4.º lugar na voivodia da Pomerânia e 52.º lugar na Polônia). Entre 2002–2024, o número de habitantes diminuiu 12,4%.
Os habitantes de Sztum constituem cerca de 23,59% da população do condado de Sztum, constituindo 0,38% da população da voivodia da Pomerânia.
| Descrição                         | Total      | Total   | Mulheres   | Mulheres | Homens     | Homens  |
| --------------------------------- | ---------- | ------- | ---------- | -------- | ---------- | ------- |
| unidade                           | habitantes | %       | habitantes | %        | habitantes | %       |
| população                         | 8 985      | 100     | 4 690      | 52,2     | 4 295      | 47,8    |
| área                              | 4,6 km²    | 4,6 km² | 4,6 km²    | 4,6 km²  | 4,6 km²    | 4,6 km² |
| densidade populacional (hab./km²) | 1 958      | 1 958   | 1 022,1    | 1 022,1  | 935,9      | 935,9   |

## Transportes
Há uma estação de trem em Sztum, que serve conexões para, entre outros, Tricidade, Grudziądz, Malbork e Kwidzyn. Em Malbork, a 14 km de distância, há um grande entroncamento ferroviário (que serve, entre outras coisas, conexões PKP Intercity). Linhas de ônibus de duas operadoras privadas passam por Sztum. Há também uma conexão PKS direta para Elbląg.
A estrada nacional n.º 55 (Nowy Dwór Gdański-Stolno) e as estradas provinciais n.º 516 (da estação ferroviária à estrada nacional n.º 55) e n.º 517 (de Sztum a Trop Sztumskie) passam por Sztum.
Após 2023, está planejado um desvio da cidade de aproximadamente 6 km ao longo da estrada nacional n.º 55.
Distâncias de cidades selecionadas: Malbork — 14 km, Kwidzyn — 23 km, Tczew — 34 km, Elbląg — 45 km, Gdańsk — 69 km, Krynica Morska — 74 km, Toruń — 126 km, Königsberg — 150 km, Varsóvia — 272 km, Berlim — 489 km. Distância para a autoestrada A-1: trevo de Kopytkowo — aproximadamente 46 km, trevo de Swarożyn — aproximadamente 38 km.

## Educação
Há instituições educacionais na cidade de Sztum:
- Complexo Escolar Jan Kasprowicz (incluindo a Escola Secundária Geral), rua Jana Kasprowicza, 3[19]
- Complexo Escolar Vocacional Stanisław Staszic em Barlewiczki, rua Barlewiczki, 13[20]
- Escola primária n.º 1, Jan Paweł II, rua Sienkiewicza, 54[21]
- Escola primária n.º 2, Maksymilian Golisz, rua Mikołaja Reja, 15[22]
- Jardim de infância público n.º 1 “Kubusia Puchatka”, rua Chełmińska, 7[23]
- Jardim de infância particular “Na Słonecznej Górce”, rua Henryka Sienkiewicza, 2[24]
- Jardim de infância particular “Tęczowe”, rua Żeromskiego, 6[25]

## Cultura

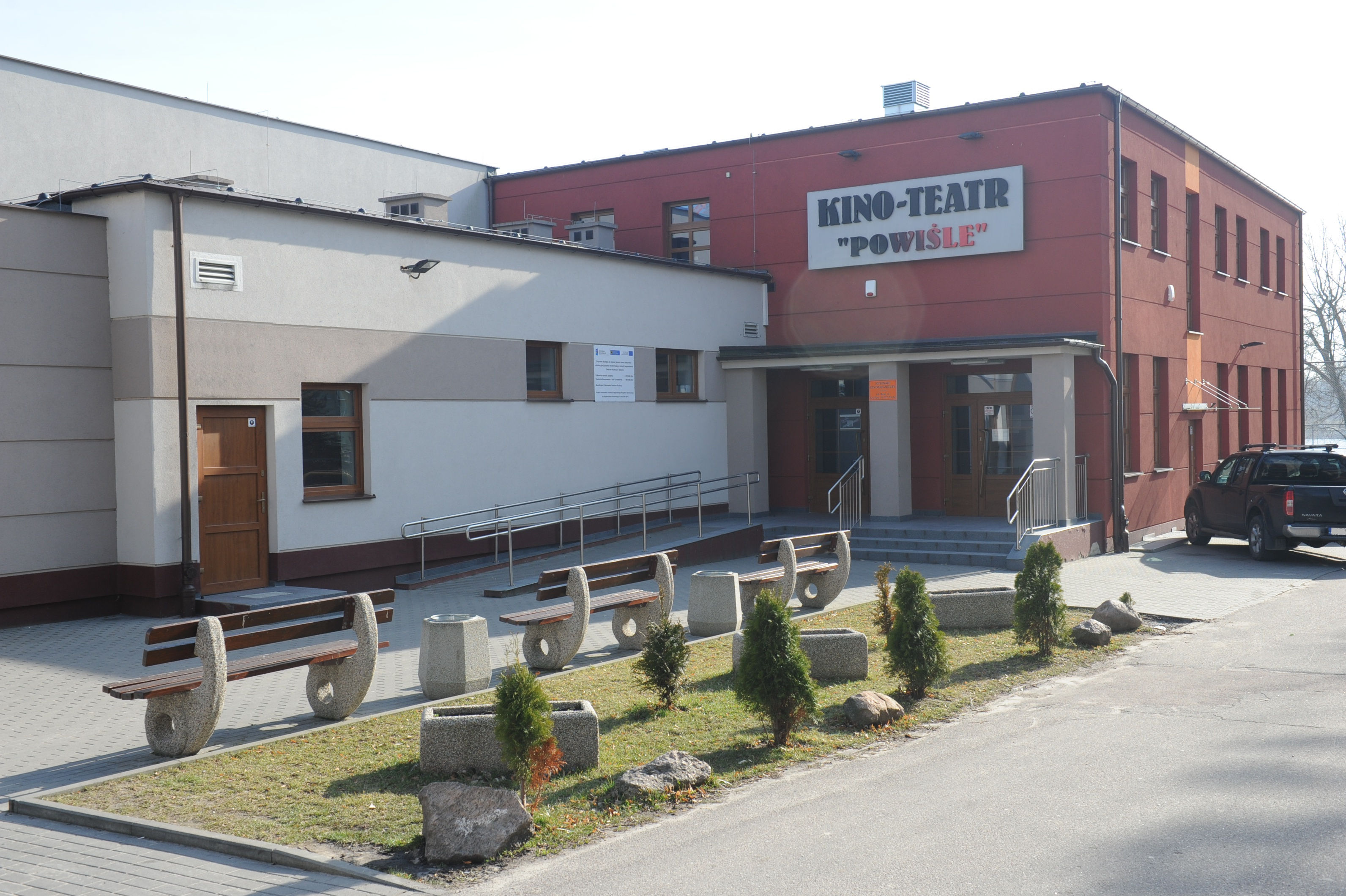
Cineteatro “Powiśle”

A cidade tem um Centro Cultural, localizado no prédio modernizado do Cineteatro “Powiśle”. O Centro Cultural é uma instituição cultural que prepara e implementa programas de natureza cultural e educacional. Possui um cinema digital 3D e uma sala de espetáculos. Ele também administra a biblioteca da cidade e as salas comuns dos vilarejos. Desde 2016, um ponto de informações turísticas (PIT) e um clube de discussão de livros estão funcionando na biblioteca do Centro Cultural. Há um Clube de Discussão de Filmes e um “Clube Sênior+ — Amador” em Sztum.

## Eventos
- Dias da Terra de Sztum — festival dos moradores para marcar o aniversário do reconhecimento dos direitos da cidade (setembro).
- Corrida Solidária Internacional de Sztum, em 3 de maio — o evento é organizado pelo Clube Esportivo Atlético “Zantyr”, em Sztum. O co-organizador da corrida é a cidade e a comuna de Sztum.
- Exposição Internacional e Nacional de Arte Prisional (junho) — pinturas, gráficos, esculturas e outras formas de expressão artística típicas dos locais em que foram criadas são apresentadas durante a exposição. As salas de exposição são surpreendentemente decoradas para se aproximar da atmosfera da prisão. Além disso, durante o evento, as exibições são apresentadas por presidiários como parte da Revisão de Grupos de Teatro.
- Sztumska Noc Bluesowa (julho) — um evento musical internacional, realizado durante as férias de verão em um palco preparado na praia da cidade. Ele atrai muitos ouvintes — amantes do blues, mas também todos os que apreciam boa música. O alcance internacional é garantido por músicos com uma marca reconhecida internacionalmente.
- Rali Internacional de Entusiastas do Fusca (julho) — realizado entre 1994 e 2008 e novamente a partir de 2017, o evento de três dias é organizado pelo Automóvel Clube do Volkswagen Garbus. O principal patrocinador e coorganizador do evento é a cidade e a comuna de Sztum e o Centro Cultural de Sztum. Ele atrai um grupo de público da Polônia e do exterior.[27]

Eventos
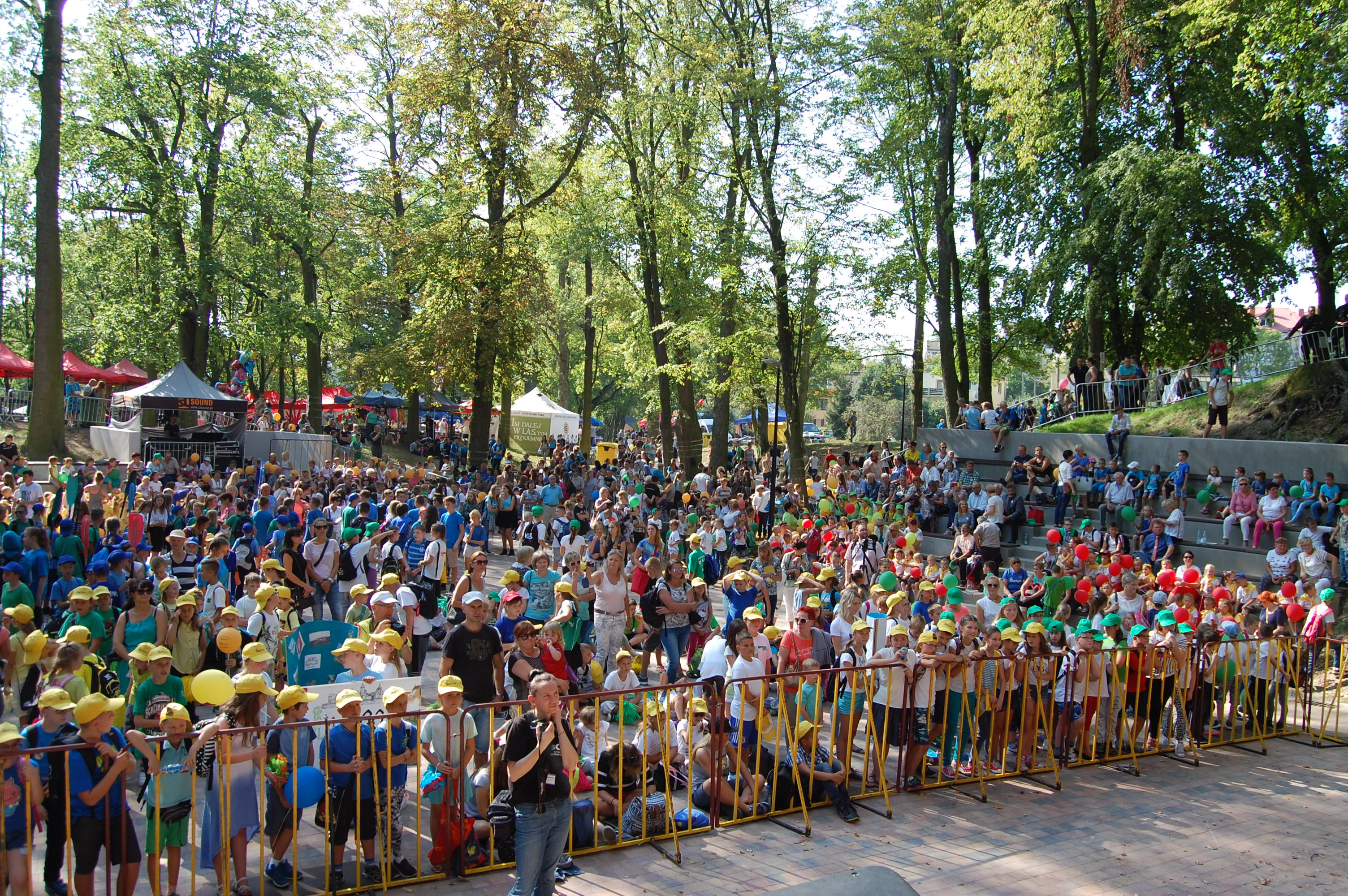
Dias da Terra de Sztum
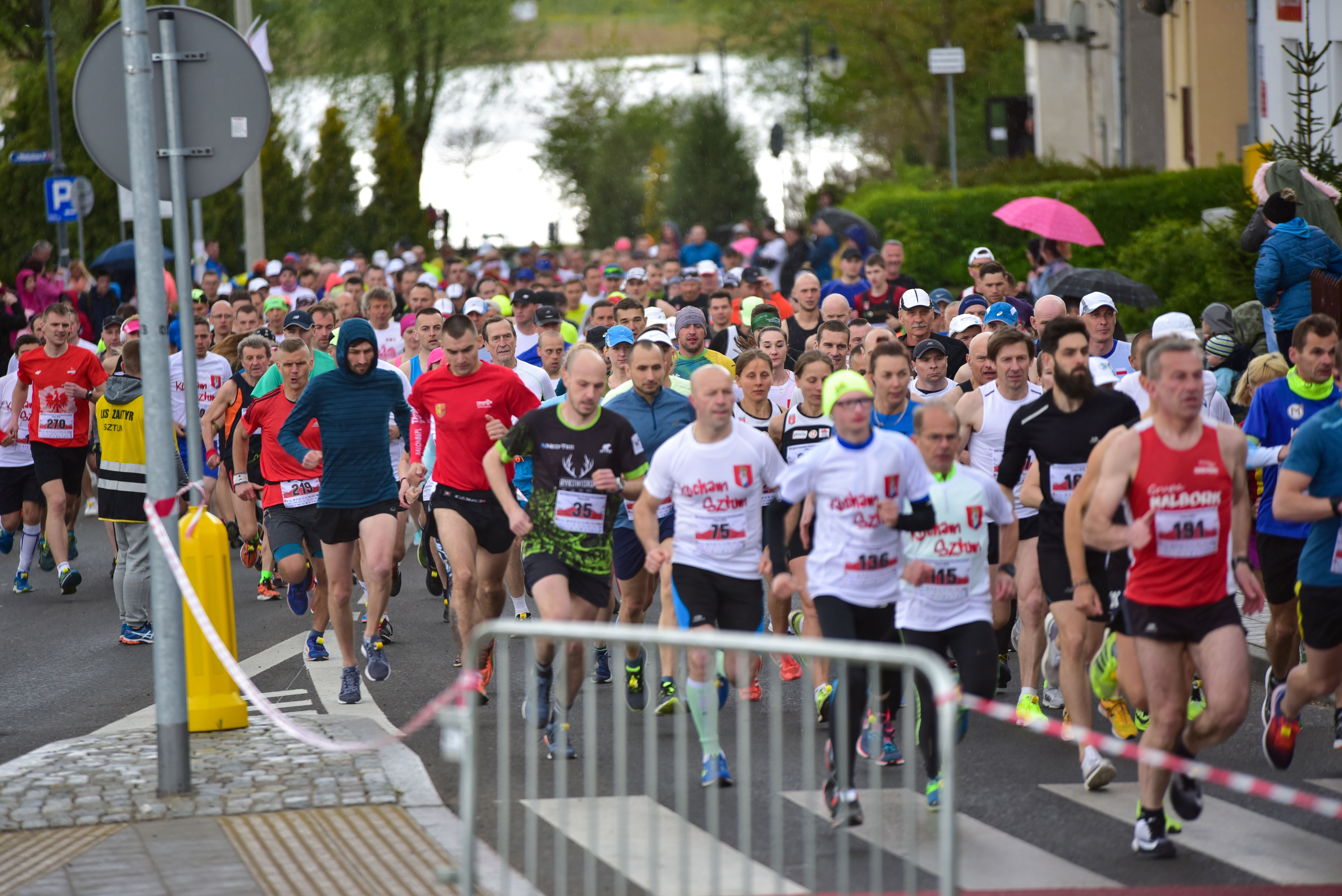
Corrida de Solidariedade Internacional 3 Maja
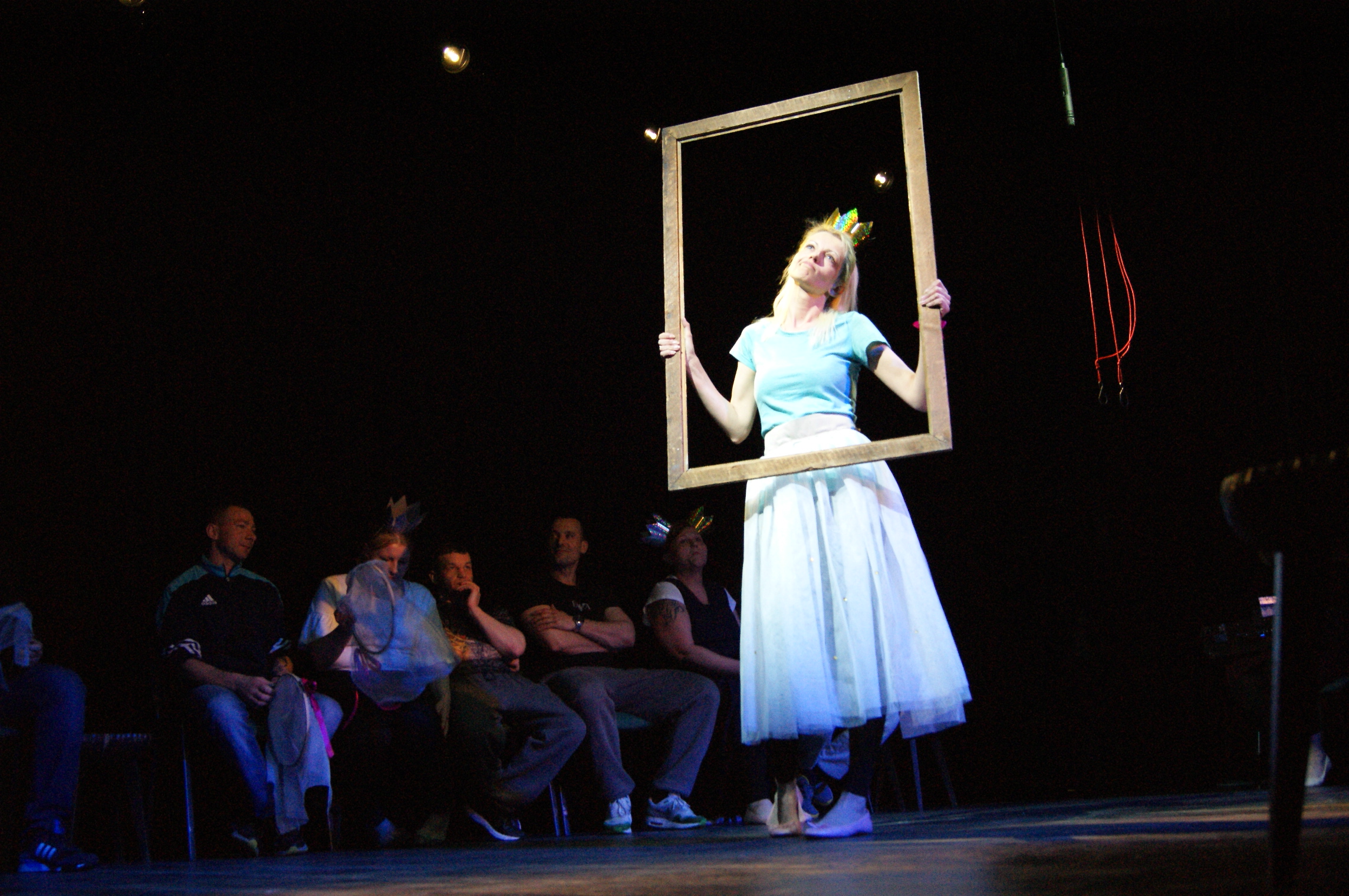
Estudo da arte da prisão
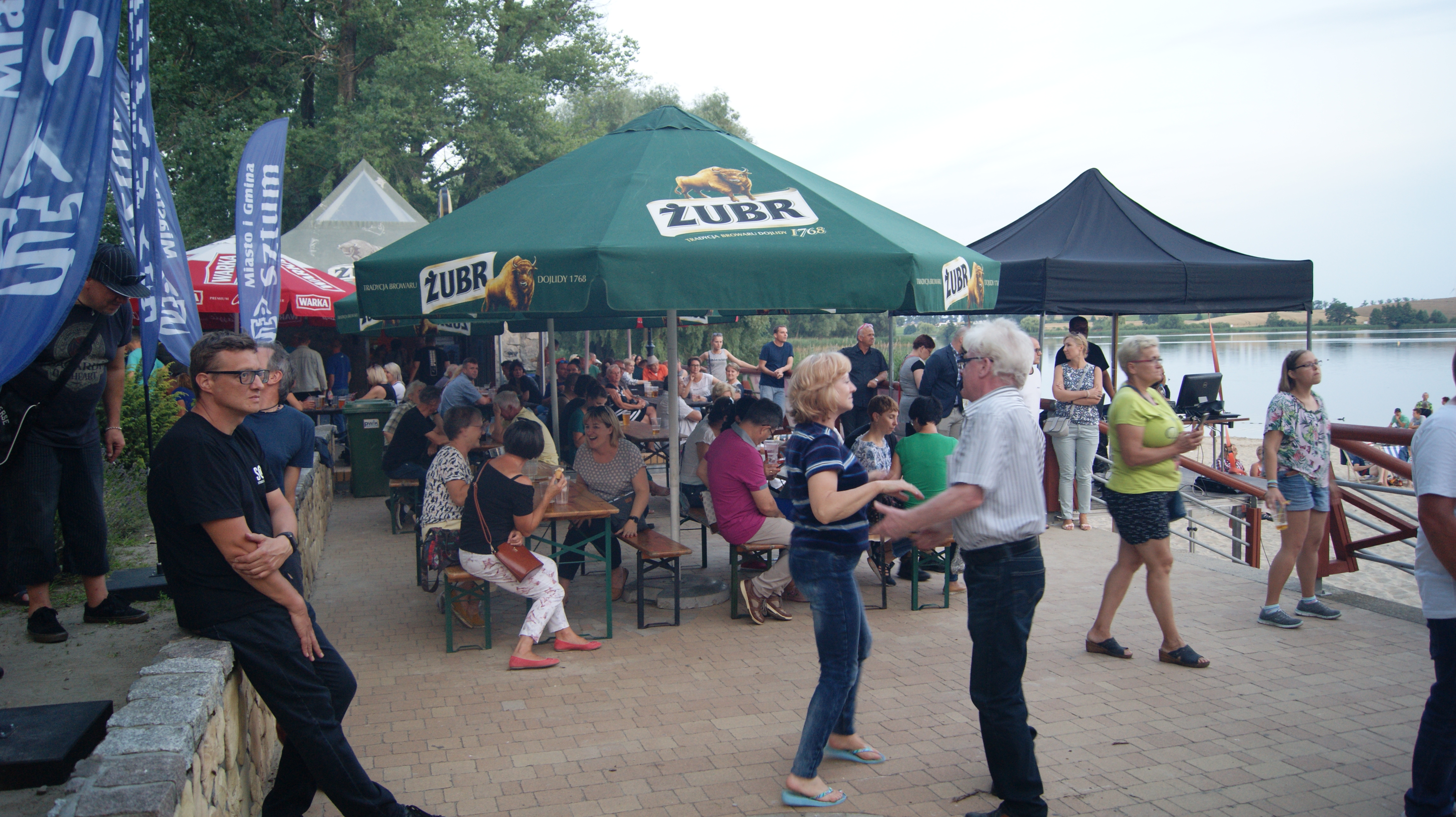
Sztumska Noc Bluesowa
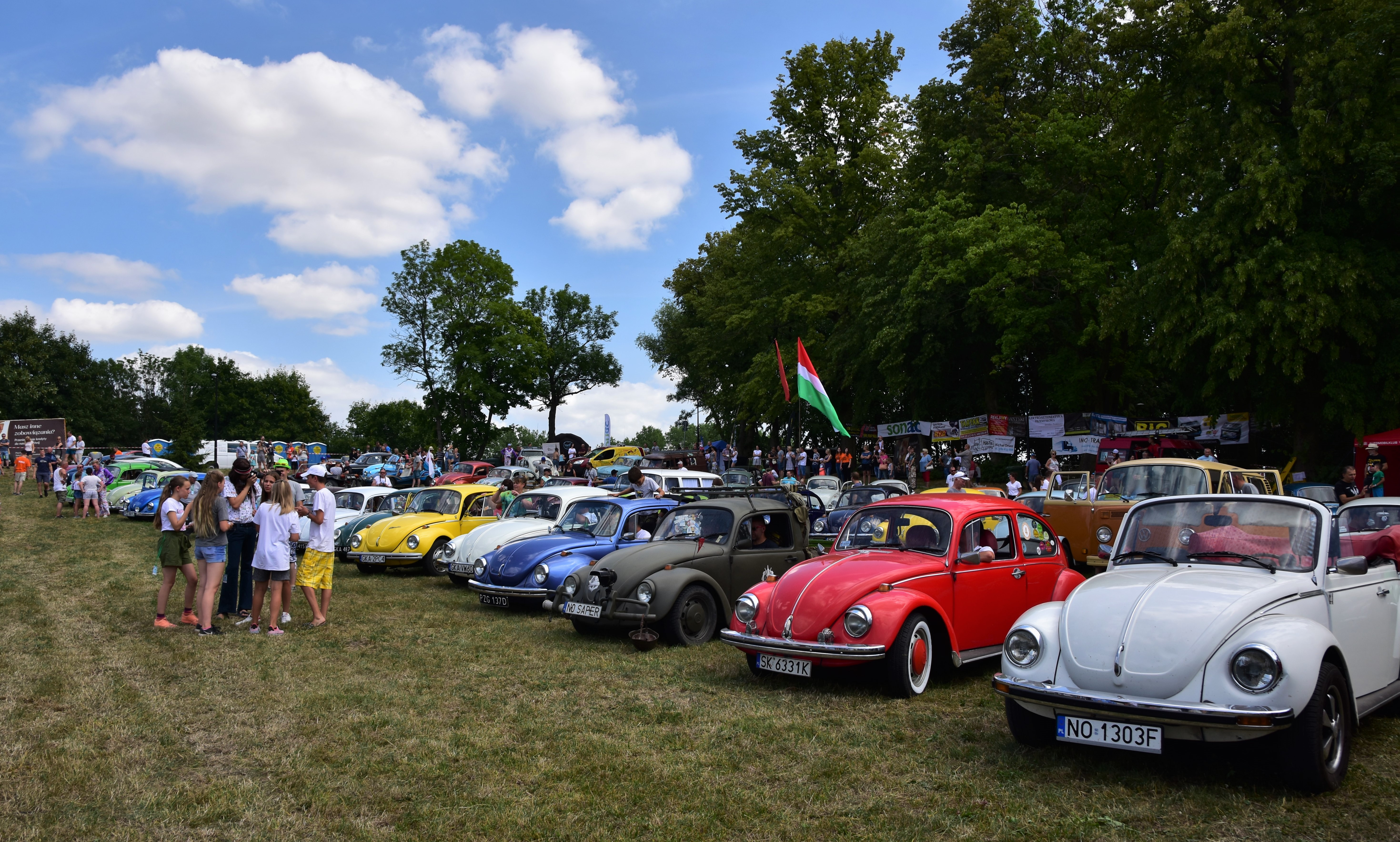
Rali do Fusca
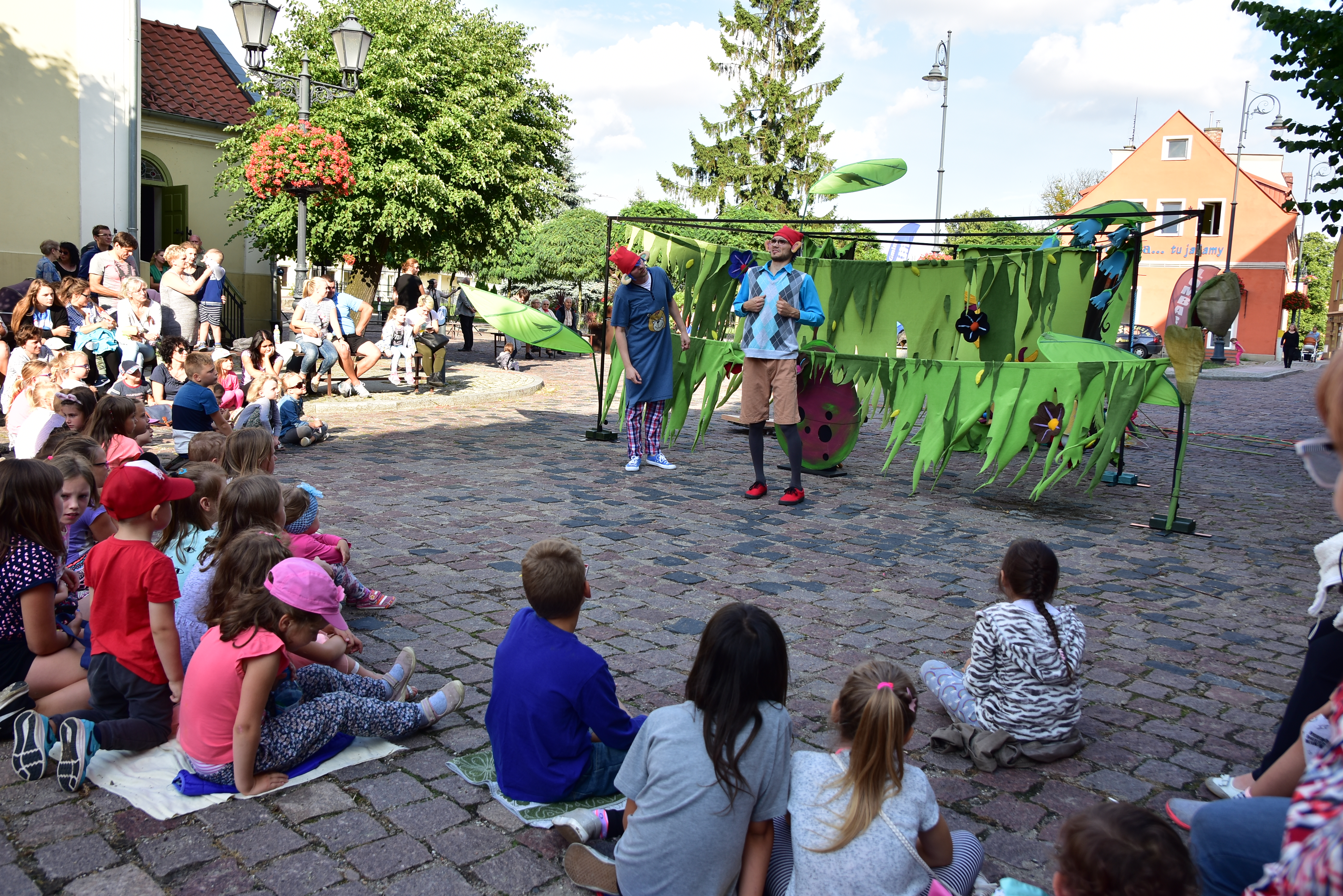
Festival de Teatro de Rua

## Comunidades religiosas
- Igreja Católica na Polônia (forania de Sztum):
  - Paróquia de Santo André Bobola, rua Marii Konopnickiej, 14[28]
  - Paróquia de Santa Ana[29]
- Testemunhas de Jeová:
  - Congregação de Sztum (desde 1990) — Salão do Reino Sztumskie Pole. [27]

## Esportes
Clubes esportivos em Sztum

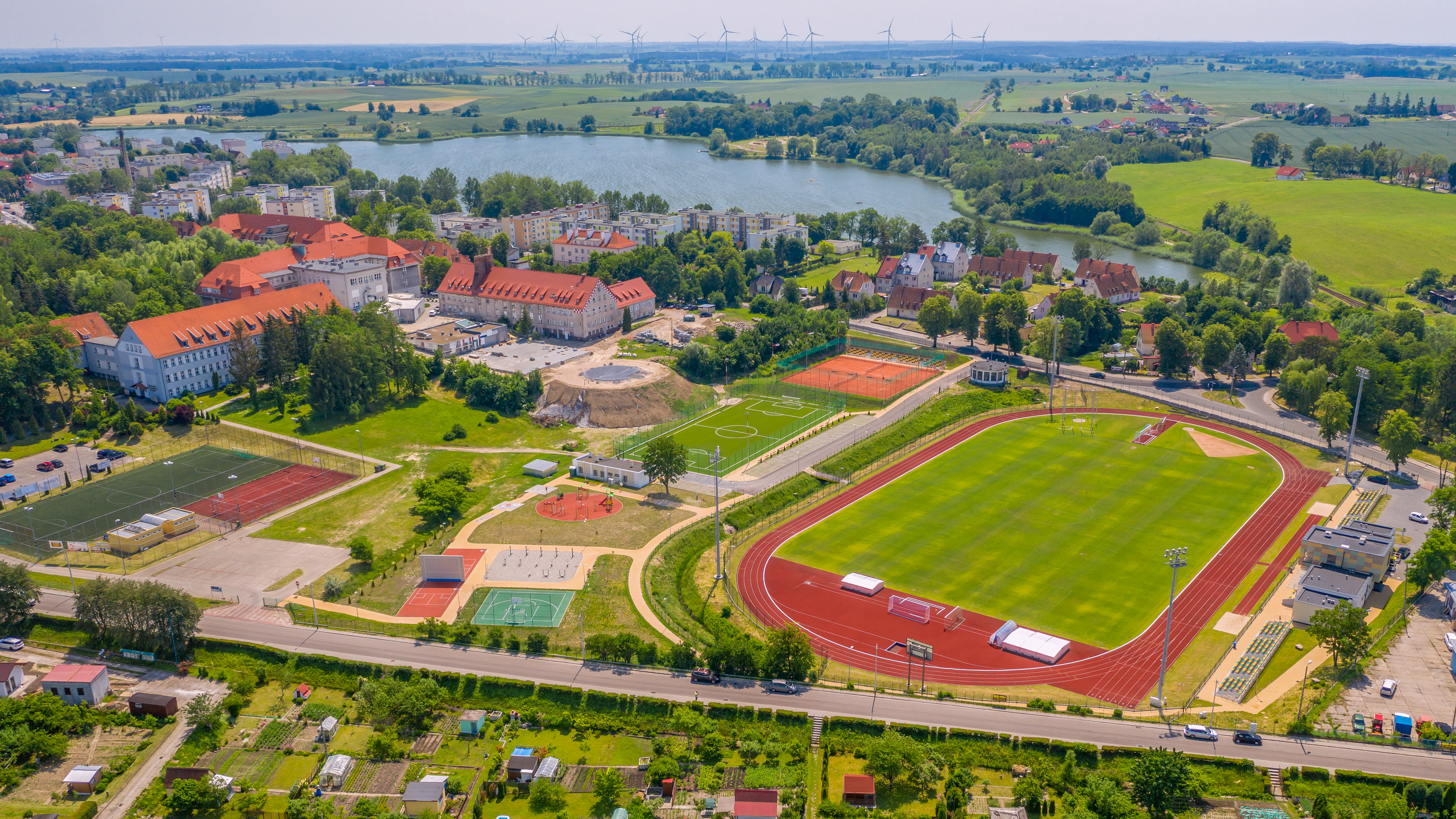
Parte da cidade de Sztum, incluindo o estádio

- Clube de Futebol Olimpia Sztum (fundado em 1946).[30] Na temporada 2023/2024, o clube joga na competição Classe A (grupo Malbork IV). Em 27 de junho de 2004, o Olimpia Sztum venceu a Copa da Polônia distrital sendo promovido para a competição central. Após vencer o Jagiellonia Białystok, a equipe chegou à fase de grupos da Copa da Polônia na temporada 2004/2005, onde terminou em terceiro lugar no grupo[31]
- Clube Esportivo Atlético Zantyr Sztum (fundado em 2005) com uma seção de caminhada nórdica[32]
- Clube Esportivo Popular de Ciclismo Lider Sztum (fundado em 2005)[33]
- Clube Esportivo Popular Municipal Victoria Sztum (canoagem) (fundado em 1980)[34]
- Clube Esportivo Sztumskie Smoki (barcos dragão) (fundado em 2016)[35]
- Clube de Tênis Sztum Ground “Break Point” (fundado em 2013)[36]

As principais instalações para recreação incluem um complexo esportivo e de lazer (estádio com campo de futebol, campos de treinamento, quadras de tênis, equipamentos de ginástica, parque infantil) e o Bulevar do Castelo no lago Sztumskie, com uma via para pedestres e ciclistas ao redor do lago.
Principais eventos esportivos
- Grande Prêmio de Inverno de Sztum
- Corrida Internacional de Canoa em Memória de Jan Raabe
- Memorial de Atletismo Wiesław Murawski
- Corrida do Dia de São João
- Corrida de Ano Novo de Sztum
- Torneio de futebol na véspera de Natal na Arena